# Branchiomma inconspicuum
Branchiomma inconspicuum är en ringmaskart som först beskrevs av M. Sars, in G.O. Sars 1872.  Branchiomma inconspicuum ingår i släktet Branchiomma, och familjen Sabellariidae. Arten är reproducerande i Sverige. Inga underarter finns listade i Catalogue of Life.